# Basralocus

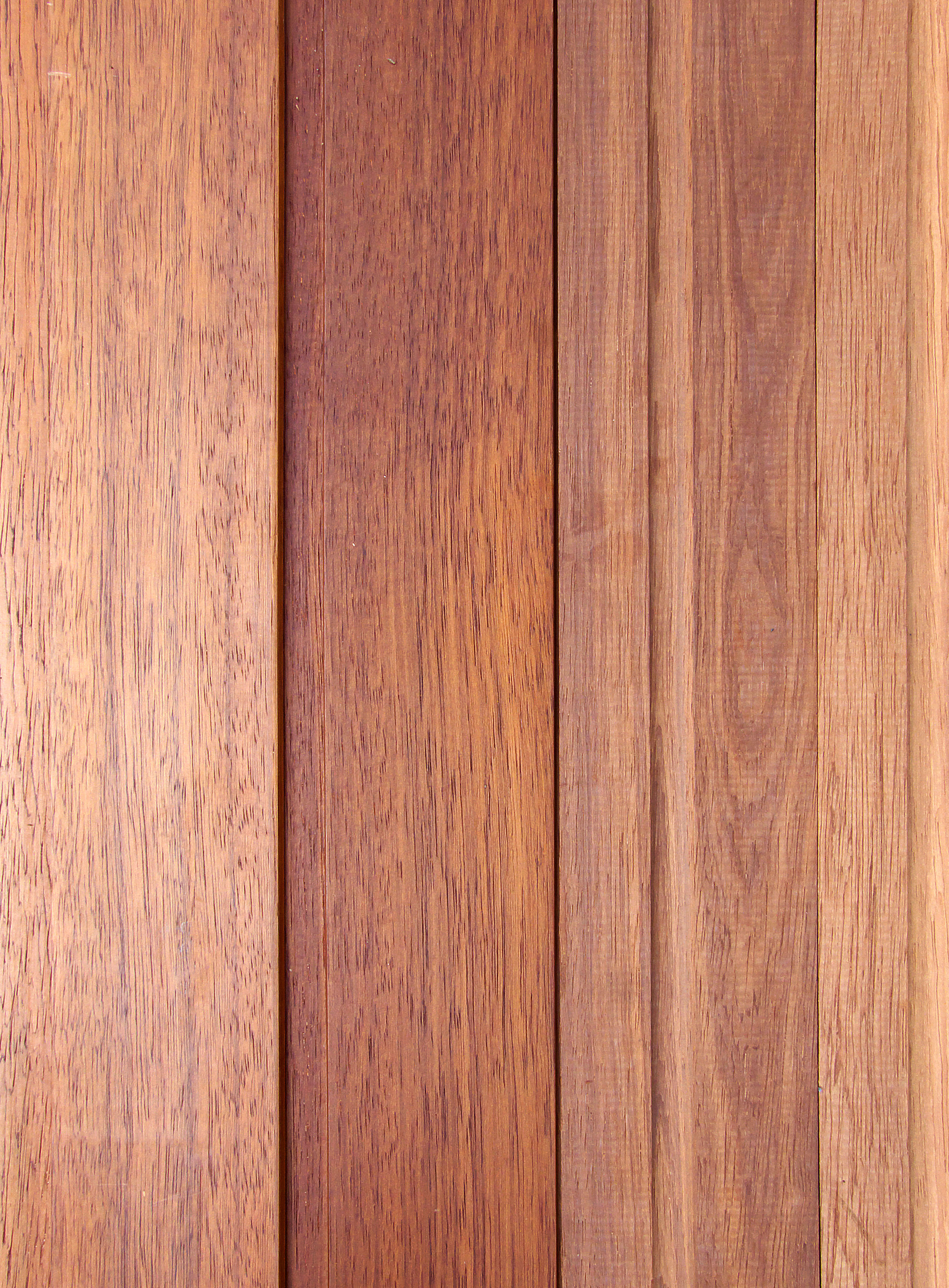
Basralocus schrootjes, voor- en achterkant

Basralocus is een houtsoort afkomstig van Dicorynia guianensis (familie Leguminosae dan wel Caesalpiniaceae), bruin van kleur, met duurzaamheidsklasse 2, al wil dit nog tamelijk variëren; ook de kleur is variabel. Hoe donkerder de kleur en hoe zwaarder het hout is, des te duurzamer het is.
Basralocus is afkomstig uit Suriname (waar het Basraloksi heet), Frans-Guyana (waar het Angélique heet), en Brazilië.
Het bevat een vrij hoog gehalte aan silica, waardoor het in een gematigd klimaat vaak redelijk vrij blijft van paalworm. Basralocus is populair in de waterbouw. Een typisch Nederlandse toepassing is het gebruik van basralocus in remmingwerken of als dukdalf bij sluizen en bruggen.
Basralocus is redelijk goed te bewerken en af te werken met hardmetalen gereedschap, in verband met het kiezelgehalte.